# Amylosporus ryvardenii
Amylosporus ryvardenii är en svampart som beskrevs av Stalpers 1996. Amylosporus ryvardenii ingår i släktet Amylosporus och familjen Bondarzewiaceae.   Inga underarter finns listade i Catalogue of Life.